# Denis Kudla
Denis Kudla (Kiev, 17 augustus 1992) is een Amerikaanse tennisser. Hij heeft nog geen ATP-toernooien gewonnen, maar deed wel al mee aan Grand Slams. Hij heeft zeven challengers in het enkelspel en acht challengers in het dubbelspel op zijn naam staan.

## Jaarverslag 2011
In juli deed hij mee aan het ATP-toernooi van Newport als een Wildcard, waar hij de kwartfinale bereikte (versloeg Ivo Karlović en Grigor Dimitrov, maar verloor van Michael Yani).

## Palmares

### Palmares enkelspel
| Legenda                       | Legenda               |
| ----------------------------- | --------------------- |
| Grand Slam                    |                       |
| Olympische Spelen             |                       |
| tot 2009                      | vanaf 2009            |
| Tennis Masters Cup            | ATP Finals            |
| ATP Masters Series            | ATP Tour Masters 1000 |
| ATP International Series Gold | ATP Tour 500          |
| ATP International Series      | ATP Tour 250          |

| Nr.                  | Datum            | Toernooi        | Ondergrond    | Tegenstander in finale | Score         |
| -------------------- | ---------------- | --------------- | ------------- | ---------------------- | ------------- |
| Gewonnen challengers |                  |                 |               |                        |               |
| 1.                   | 23 juli 2012     | Lexington       | Hardcourt     | Érik Chvojka           | 5-7, 7-5, 6-1 |
| 2.                   | 29 oktober 2012  | Charlottesville | Hardcourt (I) | Alex Kuznetsov         | 6-0, 6-3      |
| 3.                   | 29 april 2013    | Tallahassee     | Gravel        | Cedrik-Marcel Stebe    | 6-3, 6-3      |
| 4.                   | 6 juli 2014      | Winnetka        | Hardcourt     | Farrukh Dustov         | 6-2, 6-2      |
| 5.                   | 20 juni 2015     | Ilkley          | Gras          | Matthew Ebden          | 6-3, 6-4      |
| 6.                   | 18 maart 2018    | Drummondville   | Hardcourt (i) | Benjamin Bonzi         | 6-0, 7-5      |
| 7.                   | 15 november 2020 | Cary            | Hardcourt     | Prajnesh Gunneswaran   | 3-6, 6-3, 6-0 |

### Palmares dubbelspel
| Nr.                              | Datum             | Toernooi        | Ondergrond    | Partner              | Tegenstanders in finale                   | Score               |
| -------------------------------- | ----------------- | --------------- | ------------- | -------------------- | ----------------------------------------- | ------------------- |
| Gewonnen challengers herendubbel |                   |                 |               |                      |                                           |                     |
| 1.                               | 26 januari 2014   | Maui            | Hardcourt     | Yasutaka Uchiyama    | Daniel Kosakowski Nicolas Meister         | 6-3, 6-2            |
| 2.                               | 6 juli 2014       | Winnetka        | Hardcourt     | Thanasi Kokkinakis   | Evan King Raymond Sarmiento               | 6-2, 7-6(4)         |
| 3.                               | 15 oktober 2016   | Monterrey       | Hardcourt     | Evan King            | Jarryd Chaplin Ben McLachlan              | 6-7(4), 6-4, [10-2] |
| 4.                               | 30 juli 2017      | Binghamton      | Hardcourt     | Daniel Nguyen        | Jarryd Chaplin Luke Saville               | 6-3, 7-6(5)         |
| 5.                               | 24 september 2017 | Columbus        | Hardcourt (i) | Dominik Koepfer      | Luke Bambridge David O'Hare               | 7-6(6), 7-6(3)      |
| 6.                               | 5 november 2017   | Charlottesville | Hardcourt (i) | Danny Thomas         | Jarryd Chaplin Mikelis Libietis           | 6-7(4), 1-4, opgave |
| 7.                               | 28 april 2018     | Tallahassee     | Gravel        | Robert Galioway      | Enrique Lopez Perez Jeevan Nedunchezhiyan | 6-3, 6-1            |
| 8.                               | 8 maart 2020      | Indian Wells    | Hardcourt     | Thai-Son Kwiatkowski | Sebastian Korda Mitchell Krueger          | 6-3, 2-6, [10-6]    |

### Landencompetities
| Nr.              | Datum          | Toernooi   | Ondergrond | Partner(s)                                                                                         | Tegenstanders in finale                                                                                                | Score | Details |
| ---------------- | -------------- | ---------- | ---------- | -------------------------------------------------------------------------------------------------- | --- | ----- | ------- |
| Gewonnen finales |                |            |            | | |       |         |
| 1.               | 8 januari 2023 | United Cup | Hardcourt  | Taylor Fritz Frances Tiafoe Hunter Reese Jessica Pegula Madison Keys Alycia Parks Desirae Krawczyk | Matteo Berrettini Lorenzo Musetti Andrea Vavassori Marco Bortolotti Martina Trevisan Lucia Bronzetti Camilla Rosatello | 4–0   | Details |

## Resultaten grote toernooien
| Legenda | Legenda                          |
| ------- | -------------------------------- |
| g.t.    | geen toernooi gehouden           |
| l.c.    | lagere categorie                 |
| –       | niet deelgenomen                 |
| G       | uitgeschakeld in de groepsfase   |
| 1R      | uitgeschakeld in de eerste ronde |
| 2R      | uitgeschakeld in de tweede ronde |
| 3R      | uitgeschakeld in de derde ronde  |
| 4R      | uitgeschakeld in de vierde ronde |
| KF      | uitgeschakeld in de kwartfinale  |
| HF      | uitgeschakeld in de halve finale |
| F       | de finale verloren               |
| W       | het toernooi gewonnen            |
| w-v     | winst/verlies-balans             |

### Enkelspel
| grandslamtoernooien  |     |      |      |      |     |      |      |      |      |    |
| Australian Open      | 1R  | –    | 1R   | 1R   | 2R  | –    | 2R   | 2R   | –    | –  |
| Roland Garros        | –   | 1R   | –    | –    | 1R  | –    | 1R   | 1R   | –    | –  |
| Wimbledon            | –   | 2R   | 2R   | 4R   | –   | 1R   | 1R   | 2R   | g.t. | 3R |
| US Open              | 1R  | 2R   | –    | 1R   | 1R  | –    | 2R   | 3R   | 1R   |    |
| ATP Masters 1000     |     |      |      |      |     |      |      |      |      |    |
| Indian Wells         | 2R  | –    | –    | 1R   | 2R  | –    | –    | 1R   | g.t. |    |
| Miami                | 1R  | –    | –    | –    | 2R  | –    | –    | 1R   | g.t. | 2R |
| Monte Carlo          | –   | –    | –    | 1R   | –   | –    | –    | –    | g.t. | –  |
| Madrid               | –   | –    | –    | –    | 2R  | –    | –    | –    | g.t. | –  |
| Rome                 | –   | –    | –    | –    | –   | –    | –    | –    | –    | –  |
| Montreal/Toronto     | –   | –    | –    | 1R   | 1R  | –    | –    | –    | g.t. |    |
| Cincinnati           | –   | –    | –    | 2R   | –   | –    | 1R   | 1R   | –    |    |
| Shanghai             | –   | –    | –    | –    | –   | –    | –    | –    | g.t. |    |
| Parijs               | –   | –    | –    | –    | –   | –    | –    | –    | –    |    |
| olympisch            |     |      |      |      |     |      |      |      |      |    |
| Olympische Spelen    | –   | g.t. | g.t. | g.t. | –   | g.t. | g.t. | g.t. | g.t. |    |
| statistieken         |     |      |      |      |     |      |      |      |      |    |
| totaal aantal titels | 0   | 0    | 0    | 0    | 0   | 0    | 0    | 0    | 0    | 0  |
| eindejaarsranking    | 137 | 114  | 121  | 69   | 131 | 174  | 228  | 167  | 192  |    |

### Dubbelspel
| grandslamtoernooien  |      |      |      |     |      |
| Australian Open      | –    | –    | –    | 1R  | 2R   |
| Roland Garros        | –    | –    | –    | 2R  | 1R   |
| Wimbledon            | –    | 1R   | –    | 1R  | –    |
| US Open              | 1R   | 2R   | 1R   | 1R  | –    |
| ATP Masters 1000     |      |      |      |     |      |
| (nog) geen deelnames |      |      |      |     |      |
| olympisch            |      |      |      |     |      |
| Olympische Spelen    | g.t. | g.t. | g.t. | –   | g.t. |
| statistieken         |      |      |      |     |      |
| totaal aantal titels | 0    | 0    | 0    | 0   | 0    |
| eindejaarsranking    | 472  | 272  | 803  | 225 | 275  |